# Борейків
Борейків (рос. Борейков) — колишній хутір у Чуднівській волості Житомирського і Полонського повітів Волинської губернії та Червонохатківській (Дранецькохатківській) сільській раді Чуднівського, Миропільського, Щорського (Довбишського, Мархлевського), Баранівського районів Волинської округи, Київської й Житомирської областей.

## Населення
У 1906 році налічувалося 44 жителі, дворів — 8, станом на 1923 рік в поселенні нараховано 30 дворів та 162 мешканці.

## Історія
У 1906 році — хутір Чуднівської волості (4-го стану) Житомирського повіту Волинської губернії. Відстань до повітового та губернського центру, м. Житомир, становила 53 версти, до волосного центру, містечка Чуднів — 23 версти. Найближче поштово-телеграфне відділення розташовувалося в містечку Чуднів.
В квітні 1921 року, в складі волості, увійшов до Полонського повіту Волинської губернії. У 1923 році включений до складу новоствореної Дранецькохатківської (згодом — Червонохатківська) сільської ради, котра, від 7 березня 1923 року, стала частиною новоутвореного Чуднівського району Житомирської округи. Розміщувався за 28 верст від районного центру, міст. Чуднів, та 2,5 версти — від центру сільської ради, с. Дранецькі Хатки.
27 червня 1925 року, в складі сільської ради, переданий до Миропільського району, 1 вересня 1925 року — до складу новоствореного Довбишського (згодом — Мархлевський) району Житомирської (згодом — Волинська) округи, 17 жовтня 1935 року — Баранівського району Київської області, 14 травня 1939 року — новоствореного Щорського району Житомирської області.
Знятий з обліку населених пунктів до 1 жовтня 1941 року.